# (4525) Johnbauer
Pour les articles homonymes, voir John Bauer et Bauer.
(4525) Johnbauer est un astéroïde de la ceinture principale.

## Description
(4525) Johnbauer est un astéroïde de la ceinture principale. Il fut découvert le 15 mai 1982 à l'observatoire Palomar par Eleanor Francis Helin, Eugene M. Shoemaker et Peter D. Wilder. Il présente une orbite caractérisée par un demi-grand axe de 2,57 UA, une excentricité de 0,20 et une inclinaison de 13,5° par rapport à l'écliptique.

## Compléments